# Kazinczy Lajos
Kazinczi és alsóregmeczi Kazinczy Lajos (Széphalom, 1820. október 20. – Arad, 1849. október 25.) honvédezredes, Kazinczy Ferencnek és feleségének, gróf Török Sophie-nak legifjabb fia, a szabadságharc vértanúja.

## Gyermekkora
A nemesi származású kazinczi és alsóregmeczi Kazinczy család sarja. Apja, kazinczi és alsóregmeczi Kazinczy Ferenc (1759–1831), anyja, gróf szendrői Török Sophie (1780–1842) volt. A házaspár nyolcadik, legfiatalabb gyermeke volt, születésekor apja már elmúlt 61 éves. A család rossz anyagi körülmények között élt, de a gyermekek társadalmi rangjukhoz méltó neveléséről mindig gondoskodtak. Kazinczy Lajost kezdetben otthon, maguk tanították, majd bátyjaihoz hasonlóan ő is a híres sárospataki kollégium tanulója lett. Két évet töltött ott, majd apja halála (1831. augusztus 23.) után Újhelyen folytatta tanulmányait.
Az író halála után a család anyagi helyzete tovább romlott, a széphalmi házat is el kellett hagyniuk. Gróf Teleki József, a sárospataki kollégium akkori főgondnoka, a Magyar Tudós Társaság (vagyis a Magyar Tudományos Akadémia) első elnöke vállalta Kazinczy Lajos taníttatását és 1835-ben a Bécstől 30 km-re fekvő Tulln városka kadétiskolájában helyeztette el.

## Felnőtt évei, vértanúsága
Tanulmányait a tullni utásziskolában 1839 őszén fejezte be, majd hadapródként lépett a császári hadsereg 9. (Miklós) huszárezredbe, melynek állomáshelye két éven át Prága közelében, Pardubitz (ma: Pardubice) városában volt. 1840-ben (vagy 1841-ben) megkapta tiszti kinevezését, 1842-ben ezredét Bécsbe helyezték át. Közben előkelő pártfogójával nézeteltérései támadtak, anyagi gondjai, adósságai is egyre nőttek, „…végül is tiszti rangját volt kénytelen eladni, hogy adósságait rendezze. De ez azt is jelentette, hogy a hadsereg kötelékéből ki kellett lépnie.”
1848 tavaszán jelentkezett a szerveződő honvédségbe. Augusztus végéig részt vett a délvidéki harcokban, majd főhadnagyi, később századosi rangban Ivánka Imre váci nemzetőr táborának segédtisztje lett. Részt vett a pákozdi csatában és a schwechati csatában. Novemberben közreműködött a honvéd utász fegyvernem megszervezésében. A téli hadjárat előtt részt vett a győri és a főváros előtti erődítések építésében. Buda feladása után Perczel Mór hadtestébe osztották be és január 11-étől alezredesi rangban a Császári és Királyi 1. V. Ferdinánd Huszárezred parancsnokává nevezték ki. Egységével harcolt a szolnoki és a ceglédi ütközetekben. A tavaszi hadjáratban Klapka György hadtestében volt dandárparancsnok. Az április 19-ei nagysallói ütközet után helytállásáért megkapta a Magyar Katonai Érdemrend III. osztályát, majd április 30-ától hadosztályparancsnoki beosztást kapott. Május végétől ezredesként a komáromi várőrség mozgóvá szervezett részének parancsnoka volt a Csallóközben, majd megbízták egy tartalék hadosztály szervezésével. A felállított mintegy hétezer fős seregtesttel augusztus 6-án Bem csapatainak megsegítésére Erdélybe indult.
A világosi fegyverletétel hírére az erdélyi hadsereg hozzá csatlakozott maradványaival augusztus 24-én Zsibónál Grotenhjelm orosz tábornok csapatai előtt letette a fegyvert. Az oroszok átadták Eduard Clamm-Gallas altábornagy császári csapatainak és az aradi haditörvényszék elé került. A tizenhárom aradi vértanú kivégzésének napján már folyt ellene a bírósági tárgyalás. A Carl Ernst törzshadbíró által vezetett bíróság úgy vélte, hogy a Kazinczy mellett szóló tények – nem volt tábornok, csak egy napig volt hadtestparancsnok és előnyös harcászati helyzetben tette le a fegyvert – csak kegyelmi úton vehetők figyelembe, ezért teljes vagyonelkobzásra és golyó általi halálra ítélte. Az ítéletet Haynau jóváhagyta és október 25-én Kazinczyt az aradi vár sáncárkában agyonlőtték. Kivégzésekor néhány nappal múlt huszonkilenc éves. A tizenötödik aradi vértanúként szokás emlegetni.

## Emlékezete

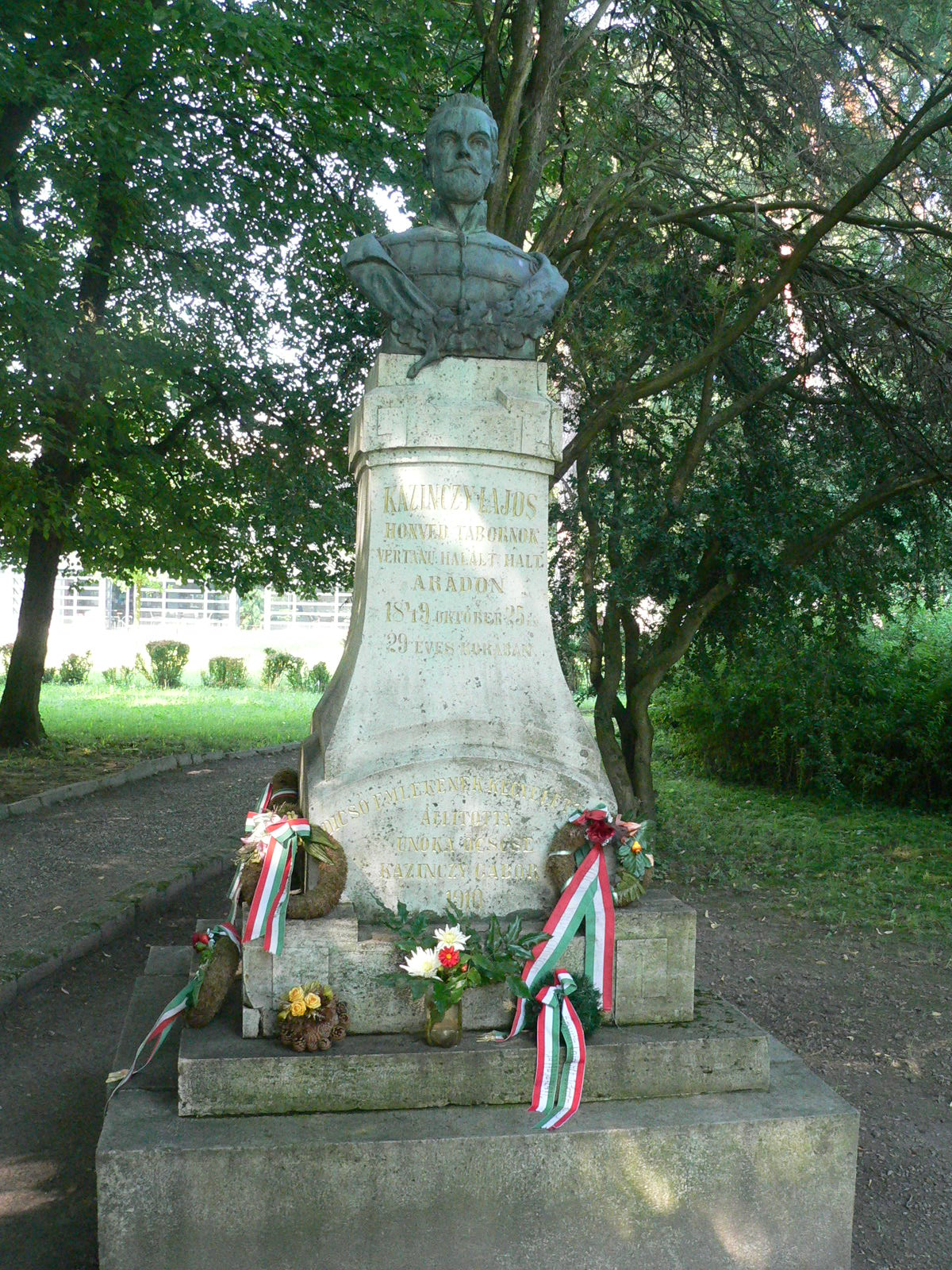
Mellszobra a széphalmi emlékparkban

Országszerte néhány szobor és utcanév őrzi az emlékét.
Az ő nevét viseli Vásárosnaményban a város központjától Olcsva-Panyola felé vezető 4119-es út belterületi szakasza.
Az életének történetét feldolgozó musicalt a Madách Színházban mutatták be és játsszák, A tizenötödik címmel.